# A föld szelleme
A föld szelleme Frank Wedekind kétrészes Lulu-tragédiájának első része. Párizsban kezdte írni, és 1895-ben látott napvilágot; a második rész Pandora szelencéje címmel 1904-ben jelent meg. A főszereplő Lulu személyében forradalmian új női karakter jelenik meg az irodalomban. A dráma bemutatja életét, lelki világát és a férfiakhoz való viszonyát. A századforduló társadalmának elvárásai a nőkkel szemben mai szemmel nézve igencsak elavultnak mondhatók. Lulu karaktere messze áthágja az addigi konvenciókat.

## Szereplők
- Dr. Goll, egészségügyi tanácsos
- Dr. Schön, főszerkesztő
- Alwa Schön
- Escerny herceg, Afrika-utazó
- Schigolch
- Rodrigo, artista
- Hugenberg, gimnazista
- Escherich, riporter
- Lulu
- Geschwitz grófnő, festő
- Ferdinánd, kocsis
- Henriette, szobalány
- lakáj

## Tartalom[1]

### Első felvonás
Dr. Schön főszerkesztő Schwarz festőnél időzik, amikor színre lép Dr. Goll és Lulu, akiről Schwarz egy Pierrot-kosztümös képet készít. Kicsivel később érkezik Alwa, a főszerkesztő fia, aki a darabja esti főpróbájára invitálja a társaságot. Ezután csak Lulu és Schwarz maradnak. Schwarz közeledni próbál Luluhoz, de csak rövid kergetőzés után sikerül utolérnie a pamlagon, ahol szerelmet vall neki. A hirtelen a műterembe rontó Goll összeesik a padlón, és meghal.

### Második felvonás
Lulu és Schwarz házasok. Reggel van, amikor Henriette meghozza a postát, és el is megy. Lulu és férje beszélgetnek, és nézegetik a leveleket. Az egyikből Schön eljegyzéséről értesülnek, egy másik levélben pedig Pétervárra hívják Schwarzot kiállításra. Egy koldus kopogtat, hogy pénzt kérjen. A következő jelenetben Lulu és Schigolch van a színen, akinek a lány pénzt ad, kikíséri, majd dr. Schönnel tér vissza. Kiderül, hogy Schwarz háta mögött ők ketten „bizalmas viszonyban” vannak egymással. Lulu arra kéri Schönt, hogy férjét vigye rosszba, vigye mulatni, mert tesze-tosza embernek tartja. A lány úgy érzi, mindent Schönnek köszönhet. Schwarz ismét bejön, és kettesben maradnak Schönnel, aki figyelmezteti a festőt, hogy jobban tartsa szemmel a feleségét. Elmondja, hogy már régóta ismeri a lányt, de hazudik a lány múltjáról. Schön felvilágosítja Schwarzot, hogy a koldus Lulu apja volt. Schwarz bemegy egy szobába, magára zárja az ajtót. Megérkezik Alwa, Schön fia a hírrel, hogy Párizsban kitört a forradalom. Lulu egy konyhai bárdot hoz, Alwa betöri az ajtót. A látvány hatására Lulu megragadja Alwát és magával vonszolja. Schön behívatja Henriettet, orvosért küldi egy levéllel, egy másik levelet pedig a rendőrkapitányságra kell vinnie a lánynak. Megérkezik Escherich, a riporter, az öngyilkosság hírére, amint azonban megpillantja Schwarzot, elborzad. (A festő borotvával vágta el a saját nyakát.)

### Harmadik felvonás
Lulu ismét táncol, a színpadra készülődik Alwa és Schön társaságában. Schön a herceg felől érdeklődik, újabb kérőt keres Lulunak. Lulu a színpadra megy, és Alwa egyedül maradva azon gondolkozik, hogy színdarabot írhatna a lányról. Megérkezik Escerny, és beszélgetni kezd vele. Megérkezik Lulu, és elküldi Alwát az apjáért. Míg öltözik, a herceg beszél hozzá. Szóba jön a férfi-női kapcsolat, a házasság, illetve, hogy Lulu mennyire lenyűgözi a férfit. Alwa ismét megjelenik, beszélgetni kezdenek Escernyvel. A csengő hallatára megijednek és elsietnek. Az üres öltözőszobába visszatér Lulu, kicsivel később Alwa, majd Schön. Lulu felháborodva közli, hogy nem szeretne Schön menyasszonya előtt táncolni. Aztán mégis rábeszéli az igazgató hatására. A műsorszám után Schönnel veszekszik. Lulu ráveszi, hogy levélben bontsa fel az eljegyzését. 

### Negyedik felvonás
Geschwitz grófnő, Lulu és Schön beszélgetnek. A grófnő  egy művésznő bálra invitálja Lulut, majd búcsúzik. A következő jelenetben Dr. Schön egyedül elmélkedik egy pisztoly társaságában, amikor megérkezik Lulu. Röviden beszélgetnek. A következő jelenetben Schigolch, Rodrigo és Hubenberg beszélgetnek. Rövid idő után megérkezik Lulu elegáns báli ruhában. Schigolch letagadja, hogy Lulu a lánya. Lulu kacérkodik Hugenberggel és Rodrigóval, majd Ferdinand belép, és közli, hogy Dr. Schön érkezett. Belép Alwa. Asztalhoz ülnek. Hugenberg és Rodrigo elbújnak. Dr. Schön a karzatról hallgatja végig, ahogyan fia szerelmet vall Lulunak. Schön kivezeti a fiát, majd az öngyilkosságot fontolgatja, végül halálosan megfenyegeti Lulut. Ekkor az aszal alá bújt Hugenberg felugrik, és amint Schön felé fordul, Lulu többször is rálő a férjére, aki a fiáért kiált. Alwa megérkezik és Schön meghal. Lulu esedezik Alwának, hogy ne juttassa a rendőrség kezére, hűséget ígér neki. Ekkor kopognak az ajtón: megérkezett a rendőrség.

## Lulu karaktere
Lulu mint veszedelmes ragadozó tűnik fel már a dráma bevezetőjében, így próbálja Wedekind a polgári társadalom nőkkel szemben támasztott látszat-elképzeléseit lerombolni. A lány először mint veszedelmes vadállat jelenik meg egy cirkuszi jelenetben, ahogy a szelídítője biztatja valódi énjének megvillantására a közönség esetleges reakciójának mellőzésével. Mindazonáltal Lulu karakterét az teszi különösképp kiszámíthatatlanná, hogy nemcsak a végzet asszonya jellegzetes ismertetőjegyeit hordozza magában, hanem könnyed és ártatlannak tűnő gyermeki bájjal varázsolja el a férfiakat. A lány karakterét Wedekind kortársai negaítv szereplőként értelmezik: mint gyilkos csábító, mint a pusztító őserő megnyilvánulása. Ugyanakkor Lulu maga is ki van szolgáltatva a férfi karakterek döntéseinek. Karaktere tovább árnyalódik majd a tragédia második részében, mely a Pandora szelencéje címet viseli.